# 小松原賢誉
小松原 賢誉（こまつばら けんよ、1911年（明治44年）9月20日 - 1995年（平成7年）1月30日）は、宗教家、教育者。真言宗豊山派の大僧正で、学校法人小松原学園の創始者である。

## 人物
東京に生まれる。大正大学予科卒業後、24歳の若さで洋裁学校の経営者となる。戦後は学校法人小松原学園を設立し、理事長に就任。浦和市（現さいたま市浦和区）に浦和商業女学校（洋裁学校を改組）を前身とした小松原女子高等学校（現浦和麗明高等学校）を開校。1950年代には小松原幼稚園（現在は閉園）、男子校の小松原高等学校（現叡明高等学校）を創立した。また真言宗豊山派の大僧正として仏教主義的教育に力を注いだ。生前は「親に心配掛けるな」と口々に説き、卒業後立派な社会人として活躍できる人材の育成にも尽力した。

## 略歴
- 1911年 東京府にて誕生
- 大正大学仏教学部予科卒業
- 1936年 浦和市（現さいたま市）に洋裁学校を開校
- 洋裁学校を浦和商業女学校に改組（小松原女子高等学校の前身）
- 1950年 小松原幼稚園創立
- 1959年 小松原高等学校創立
- 19XX年 埼玉県私学連盟会長
- 1967年 藍綬褒章受章
- 1982年 勲四等旭日小綬章叙勲
- 1995年 急性肺炎のため死去[1]

## 著作リスト
- 『坊さん校長の言いたい放題』（IN通信社、1981年）
- 『毒舌大僧正日本人を一喝！』（IN通信社、1984年）